# Sampangan (Pekalongan Timur)
Sampangan is een bestuurslaag in het regentschap Pekalongan van de provincie Midden-Java, Indonesië. Sampangan telt 3011 inwoners (volkstelling 2010).